# Żmiarki
Żmiarki (prononciation [ˈʐmjarki]) est un village de la gmina de Dębowa Kłoda du powiat de Parczew dans la voïvodie de Lublin, situé dans l'est de la Pologne.
Il se situe à environ 12 kilomètres à l'est de Parczew (siège du powiat) et 50 kilomètres au nord-est de Lublin (capitale de la voïvodie).

## Histoire
De 1975 à 1998, le village est attaché administrativement à l'ancienne Voïvodie de Biała Podlaska.

Depuis 1999, il fait partie de la nouvelle voïvodie de Lublin.